# George Polya
György Pólya, noto come George Polya (Budapest, 13 dicembre 1887 – Palo Alto, 7 settembre 1985), è stato un matematico ungherese, fu tra gli scienziati denominati "The Martians" nella sua epoca.

## Biografia
Pólya nacque a Budapest, all'epoca Austria-Ungheria, da Anna Deutsch e Jakab Pólya, Ebrei di Ungheria convertiti al cattolicesimo nel 1886. Anche se i genitori furono credenti praticanti, George Pólya crebbe nell'agnosticismo. 
Professore di matematica dal 1914 al 1940 al ETH Zürich e dal 1940 al 1953 alla Stanford University, diede contributi fondamentali al calcolo combinatorio, teoria dei numeri, analisi numerica e teoria della probabilità.
Rimase professore emerito a Stanford per il resto della sua vita. Fu invitato al International Congress of Mathematicians nel 1928 a Bologna, nel 1936 a Oslo, nel 1950 a Cambridge, Massachusetts. Lavorò anche sull'euristica.
Lavorò su una grande varietà di argomenti matematici, incluse le serie, la teoria dei numeri, il calcolo combinatorio e la probabilità.
Negli ultimi tempi della sua vita cercò di caratterizzare i metodi generali che usiamo per risolvere i problemi, descrivendo come le loro soluzioni dovrebbero essere recepite e insegnate. Scrisse tre libri con titoli: "How to Solve It", "Mathematics of Plausible Reasoning, Volume I: Induction and Analogy in Mathematics" e "Mathematics of Plausible Reasoning, Volume II: Patterns of Plausible Reasoning".
In "How to Solve It" Pólya fornisce soluzioni generali euristiche per risolvere problemi di ogni tipo, non solo quelli matematici. Il libro include suggerimenti per insegnare la matematica agli studenti e una piccola enciclopedia di termini euristici; è stato tradotto in molte lingue ed ha venduto milioni di copie.
In "Mathematics of Plausible Reasoning, Volume I" Pólya discorre circa il ragionamento induttivo in matematica, che trae le proprie conclusioni dai casi particolari a una regola generale. Il libro include un capitolo sulla tecnica chiamata "induzione matematica", anche se questo non è il tema principale.
In "Mathematics of Plausible Reasoning, Volume II" affronta argomenti più generali della logica induttiva, che possono essere utilizzati per determinare cosa è veritiero di una congettura (in particolare matematica).

## Citazioni
- "How I need a drink, alcoholic of course, after the heavy chapters involving quantum mechanics". (Il numero delle lettere di ogni parola della frase - che si può tradurre con "Quanto ho bisogno di bere, qualcosa di alcolico ovviamente, dopo i pesanti capitoli sulla meccanica quantistica!" - è quello delle prime cifre del numero π: 3,14159265358979)
- "Se non riesci a risolvere un problema, ce ne sarà uno più facile che riesci a risolvere: trovalo".
- "Una grande scoperta risolve un grande problema, ma nella soluzione di qualsiasi problema c'è un pizzico di scoperta. Il tuo problema può essere modesto, ma se stimola la tua curiosità, tira in ballo la tua inventiva e lo risolvi con i tuoi mezzi, puoi sperimentare la tensione e gioire del trionfo della scoperta".

## Opere divulgative
- Polya G., 1967, Come risolvere i problemi di matematica. Logica e euristica nel metodo matematico (traduzione da: How to solve it, 1945), Feltrinelli, Milano, pp. 252.
- Polya G., 1971, La scoperta matematica. Capire, imparare e insegnare a risolvere i problemi, Volume I (traduzione da: Mathematical discovery, vol. I, 1962), Feltrinelli, Milano, pp. 145.
- Polya G., 1970, La scoperta matematica. Capire, imparare e insegnare a risolvere i problemi, Volume II (traduzione da: Mathematical discovery, vol. II, 1967), Feltrinelli, Milano, pp. 145.
- Polya G., 2016, Come risolvere i problemi di matematica. Logica ed euristica nel metodo matematico (traduzione da: How to solve it, 1945), UTET Università, Collana Nuove Convergenze a cura del Comitato Scientifico UMI-CIIM, Torino, pp. 246.